# フクロザメ
フクロザメ Mollisquama parini はヨロイザメ科フクロザメ属に属するサメの一種。属名 Mollisquama はラテン語の mollis （柔らかい）squama（鱗）に由来する。タイプ標本は太平洋南東部のチリ北部沖、ナスカ海嶺直上の深度330mから得られたものであり、全長40cmの未成熟雌である。

## 分布
太平洋南東部のチリ北部沖、ナスカ海嶺直上の深度330mの海底近くで捕獲された。

## 形態
胸鰭基部の上方に、スリット状の開口部を持った袋状器官を持つ。類似した器官としてはアカリコビトザメが腹部に持つ発光液分泌器官があるが、その他には同様の構造を持つ軟骨魚類は発見されていない。
吻は円く短い。第一、第二背鰭は同じ形で大きさも等しい。第一背鰭は腹鰭の直前、第二背鰭は腹鰭の直後に位置する。尾鰭の下葉は大きい。上顎歯は細長く直立し、下顎歯は上顎歯よりも幅広く、互いに接する。歯は両顎歯とも1尖頭である。体色は黒褐色で鰭の縁辺は淡い色をしている。

## 近縁種
American pocket shark Mollisquama mississippiensis
最初の発見から数十年にわたってフクロザメの標本は得られていなかったが、2015年の調査において2010年にメキシコ湾で捕獲された魚類標本の中から、最大深度580mの中層トロールによって採集された、約14cmの未成熟のフクロザメの雄が発見されたと報告があった。
最初の発見地がチリ北部沖が寒流であるペルー海流の影響を強く受けるのに対し、メキシコ湾は暖流であるメキシコ湾流の影響を強く受けているため、フクロザメは広い分布域を持ち、様々な深海の環境に適応していることが推測されていたが、その後2019年にこの雄の個体は同属の別種であると結論付けられた。この種の発見により、フクロザメ属は2種類となり、フクロザメの発見例は再び1例のみとなった。
フクロザメとは下顎周縁部のすぐ後ろの中央にくぼみの様な器官があること、photophore aggregationが16箇所あること、上顎歯にlabial-surface ridgeがないこと、下顎歯のbasal sulcusは弱いまたは欠如していることで区別される。

## 系統
NADH2サブユニット遺伝子の塩基配列からは、本種はヨロイザメ科の中でもヨロイザメやダルマザメに近縁であるという結果が得られた。